# Ріккардо Орсоліні
Ріккардо Орсоліні (італ. Riccardo Orsolini, нар. 24 січня 1997, Асколі-Пічено) — італійський футболіст, нападник клубу «Болонья».

## Клубна кар'єра
Народився 24 січня 1997 року в місті Асколі-Пічено. Вихованець футбольної школи клубу «Асколі». В сезоні 2015/16 став найкращим асистентом і одним з найкращих бомбардирів чемпіонату Італії серед молодіжних команд. У тому ж сезоні Орсоліні дебютував за основну команду «Асколі» в Серії Б, а в сезоні 2016/17 став одним з провідних гравців команди. 30 січня 2017 року гравця придбав «Ювентус» за 6 мільйонів євро. За умовами угоди до літа 2017 року Орсоліні продовжив виступати за «Асколі».
14 липня 2017 року Орсоліні був відданий в оренду до кінця сезону 2018/19 клубу «Аталанта». 17 вересня 2017 року він дебютував у Серії A, вийшовши на заміну в матчі з «К'єво». Втім у команді закріпитись не зумів, через що вже на початку 2018 року був відданий в оренду в «Болонью» на півтора року з правом викупу. Станом на 16 червня 2019 року відіграв за болонської команду 43 матчі в національному чемпіонаті.

## Виступи за збірні
2017 року у складі збірної Італії до 20 років поїхав на молодіжний чемпіонат світу у Південній Кореї. На турнірі Ріккардо забив 5 м'ячів, тим самим ставши найкращим бомбардиром турніру і допоміг своїй команді здобути бронзові нагороди.
У складі молодіжної збірної поїхав на домашній молодіжний чемпіонат Європи 2019 року.

## Статистика виступів

### Статистика клубних виступів
| Сезон               | Команда             | Чемпіонат           | Чемпіонат | Чемпіонат | Національний кубок | Національний кубок | Національний кубок | Континентальні кубки | Континентальні кубки | Континентальні кубки | Інші змагання | Інші змагання | Інші змагання | Усього | Усього |
| Сезон               | Команда             | Ліга                | Ігор      | Голів     | Ліга               | Ігор               | Голів              | Ліга                 | Ігор                 | Голів                | Ліга          | Ігор          | Голів         | Ігор   | Голів  |
| ------------------- | ------------------- | ------------------- | --------- | --------- | ------------------ | ------------------ | ------------------ | -------------------- | -------------------- | -------------------- | ------------- | ------------- | ------------- | ------ | ------ |
| 2014–15             | «Асколі»            | ЛП                  | 1         | 0         | КІ-ЛП+КІ           | 0+0                | 0                  | -                    | -                    | -                    | -             | -             | -             | 1      | 0      |
| 2015–16             | «Асколі»            | B                   | 9         | 0         | КІ                 | 0                  | 0                  | -                    | -                    | -                    | -             | -             | -             | 9      | 0      |
| 2016–17             | «Асколі»            | B                   | 41        | 8         | КІ                 | 1                  | 0                  | -                    | -                    | -                    | -             | -             | -             | 42     | 8      |
| Усього за «Асколі»  | Усього за «Асколі»  | Усього за «Асколі»  | 51        | 8         |                    | 1                  | 0                  |                      | -                    | -                    |               | -             | -             | 52     | 8      |
| 2017–18             | «Аталанта»          | A                   | 8         | 0         | КІ                 | 1                  | 0                  | ЛЄ                   | 1                    | 0                    | -             | -             | -             | 10     | 0      |
| 2017–18             | «Болонья»           | A                   | 8         | 0         | КІ                 | 0                  | 0                  | -                    | -                    | -                    | -             | -             | -             | 8      | 0      |
| 2018–19             | «Болонья»           | A                   | 35        | 8         | КІ                 | 2                  | 2                  | -                    | -                    | -                    | -             | -             | -             | 37     | 10     |
| Усього за «Болонью» | Усього за «Болонью» | Усього за «Болонью» | 43        | 8         |                    | 2                  | 2                  |                      | -                    | -                    |               | -             | -             | 45     | 10     |
| Усього за кар'єру   | Усього за кар'єру   | Усього за кар'єру   | 102       | 16        |                    | 4                  | 2                  |                      | 1                    | 0                    |               | -             | -             | 107    | 18     |

## Титули і досягнення
- Володар Кубка Італії (1):

«Болонья»: 2024-25